# Parakou
Parakou es la ciudad más grande del norte de Benín, con una población de 210.098 habitantes (2006). La ciudad está unida por la carretera norte-sur principal y en el extremo del ferrocarril a Cotonú. Esto ha hecho de Parakou un importante mercado, mientras que sus principales industrias incluyen la fabricación de aceite de cacahuete y una cervecería.
Está situada en el estado de Borgou.